# Moritasgus
Moritasgus era una divinità celtica maschile, probabilmente con attributi legati ai riti di guarigione simili in qualche misura a quelli del dio Apollo.
Nel sito archeologico di Alise-Sainte-Reine è visibile il perimetro di base di una piscina, situata nell'area pubblica e sacra della città, sul cui bordo l'impronta di piedi monumentale testimonia la presenza in antico di una statua dedicata al dio, al quale erano stati offerti numerosi ex voto (coppie di occhi di lamina di bronzo) ritrovati nel fondo del piccolo bacino.